# Svet na Kajžarju
Svet na Kajžarju je slovenski dramski film iz leta 1952 v režiji Franceta Štiglica, posnet po istoimenski povesti Ivana Potrča. 

## Igralci
- Janez Albreht kot Muhič
- Miha Baloh kot fant s kapo
- Ruša Bojc kot kuharica
- Metka Bučar kot Geta
- Josip Daneš
- Polde Dežman
- Maks Furijan kot Ornik
- Nežka Gorjup kot Rajhovca
- Vida Juvan kot Lajhovka
- Mila Kačič kot Sinkovca
- Miro Kopač kot Vračko
- Pavle Kovič kot Kletar
- Elvira Kralj kot Tičkovca
- Jože Lončina kot Fricel
- Frane Milčinski - Ježek kot trobentač
- Jože Mlakar kot pastir
- Bojan Peček kot Filipov
- Vika Podgorska kot Jula
- Lojze Potokar kot župnik Farkas
- Franc Presetnik kot Kulak Sinko
- Lojze Rozman kot miličnik
- Modest Sancin kot Kejač
- Tatjana Šenk kot Lizika
- Vladimir Skrbinšek kot Trinkhaus
- Bert Sotlar kot Tjos
- Aleksander Valič kot Sirk
- Vlasta Žagar kot Lujzika
- Mileva Zakrajšek kot Ozmečevka
- Ivo Zoretič kot Štefek